# Hyphomucor assamensis
Hyphomucor assamensis är en svampart som först beskrevs av B.S. Mehrotra & B.R. Mehrotra, och fick sitt nu gällande namn av Schipper & Lunn 1986. Hyphomucor assamensis ingår i släktet Hyphomucor och familjen Mucoraceae.   Inga underarter finns listade i Catalogue of Life.